# Xanthoparmelia mongaensis
Xanthoparmelia mongaensis är en lavart som först beskrevs och fick sitt nu gällande namn av John Alan Elix. 
Xanthoparmelia mongaensis ingår i släktet Xanthoparmelia och familjen Parmeliaceae. Inga underarter finns listade i Catalogue of Life.